# Левассёр, Виктор
Виктор Габриэль Левассёр (фр. Victor Gabriel Levasseur; 1772—1811) — французский военный деятель, бригадный генерал (1800 год), барон (1809 год), участник революционных и наполеоновских войн.

## Биография
Родился в семье Жана-Луи Левассёра (фр. Jean-Louis Levasseur) и Маргариты Сто (фр. Marguerite Stot).
Начал военную службу 8 сентября 1792 года в 4-м батальоне волонтёров Кальвадоса и 11 сентября был избран сослуживцами младшим лейтенантом роты канониров. 20 октября 1792 года присоединился к Рейнской армии в военном лагере Фальсбура, затем переведён в гарнизоны Ландау и Майнца. С 10 апреля по 23 июля 1793 года под командой бригадного генерала Эрвуаля д’Уаре участвовал в обороне крепости Майнц от австро-прусских войск, где его заметил полковника штаба Клебера, который сделал его 1 июня 1793 года своим помощником. 1 июля 1793 года произведён народными представителями в капитаны. 7 июля 1793 года командовал вылазкой гарнизона против вражеских земляных работ на реке Зальцбах, был тяжело ранен и 5 ноября 1793 года получил отпуск для лечения. В июне 1794 года прикомандирован к Северной армии, но был отозван в Париж. 30 июня назначен инструктором артиллерии, а 17 сентября ещё и фортификаций в школе Марса, основанной на равнине Саблон. 28 октября 1794 года назначен в состав Рейнско-Мозельской армии. 17 ноября 1794 года награждён народным представителем Мерленом из Тионвиля чином командира батальона штаба. 13 июня 1795 года произведён в полковники штаба. Он был отправлен в отпуск по реформе 13 апреля 1796 года.
Генерал Моро, только что сменив Пишегрю в командовании Рейнско-Мозельской армией, вернул Виктора в строй. Отличился с 15 конными егерями в сражении 25 июня 1796 года при взятии деревни Ноймюль. 28 июня 1796 года при Ренхене во главе 4-го конно-егерского полка атаковал с фланга и опрокинул главную неприятельскую колонну. 5 июля 1796 года при Раштатте переправился через реку Мург захватил две вражеских пушки, препятствующие восстановлению моста, причём потерял лошадь, убитую под ним. По случаю этого дела военный министр Петье приказал генералу Моро вручить ему «золотую саблю с поясом» в знак национального признания. С октября 1796 года по 10 января 1797 года под командой генерала Дезе участвовал в обороне Келя от австрийского осадного корпуса генерал-фельдцейхмейстера Байе фон Латура. 7 января 1797 года получил тяжёлое пулевое ранение при нападении австрийцев на французский редут, вследствие чего вынужден был выйти в отставку.
30 октября 1797 года возвратился к активной службе с назначением в 20-й военный округ. 12 января 1798 года определён в Английскую армию.  21 октября 1798 года в родном Кане женился на Элизабет Бертелеми (фр. Julie Élisabeth Berthélemy; 1777—), от которой имел троих детей: дочь Эмилия (фр. Émilie Levasseur; 1791—1854), сын Виктор (фр. Victor Jules Levasseur; 1800—1870) и сын Шарль (фр. Charles Levasseur; 1810—1880). 11 февраля 1800 года прикомандирован к штабу дивизии генерала Леграна левого крыла Рейнской армии. 16 мая 1800 года на поле сражения при Эрбахе награждён генералом Моро чином бригадного генерала за успешное отражение нападения австрийской армии, направленное против дивизии. 8 июня 1800 года возглавил 2-ю бригаду в составе 2-й дивизии генерала Сен-Сюзанна. Отличился в сражении 3 декабря 1800 года при Гогенлиндене.
С 23 сентября 1801 года оставался без служебного назначения. 26 августа 1802 года назначен командующим департамента Мон-Тоннер в 26-м военном округе.
В 1805 году издал работу «Анализ работы под названием «Критические размышления о современном фортификационном искусстве», рассмотрение этого письма и опровержение лежащего в его основе принципа ... генеральным офицером» (фр. Analyse de l'ouvrage intitulé "Réflexions critiques sur l'art moderne de fortifier", examen de cet écrit, et réfutation du principe qui en est la base ... par un officier général).
28 марта 1805 года возглавил 2-ю бригаду (18-й и 75-й линейные полки) 3-й пехотной дивизии генерала Леграна, которая 29 августа стала частью 4-го корпуса маршала Сульта Великой Армии. С данной бригадой участвовал в Австрийской, Прусской и Польской кампаниях 1805-07 годов. Отличился при Аустерлице, Йене, Любеке. 8 февраля 1807 года был тяжело ранен в бою 18-го полка линейной пехоты полковника Равье против Санкт-Петербургского драгунского полка в сражении Эйлау.
5 марта 1807 года переведён в резерв. 29 апреля 1807 года назначен военным комендантом Магдебурга. В январе 1808 года переведён в состав Наблюдательного корпуса Океана. 10 марта 1808 года получил ренту в размере 10 000 франков годового дохода от зарезервированной собственности в Вестфалии. 19 марта 1808 года назначен в Армию Испании. 26 августа 1808 года получил разрешение возвратиться во Францию и 15 сентября того же года определён в 8-й военный округ. С 23 мая 1809 года исполнял обязанности командующего департамента Манш в составе 14-го военного округа. Отвечал за разработку специальных инструкций для унтер-офицеров по просьбе военного министра.
Умер 13 сентября 1811 года в Валоне в возрасте 39 лет и был похоронен на кладбище Сен-Мало.

## Воинские звания
- Солдат (8 сентября 1792 года);
- Младший лейтенант (11 сентября 1792 года);
- Капитан штаба (1 июля 1793 года);
- Командир батальона штаба (17 ноября 1794 года);
- Полковник штаба (13 июня 1795 года);
- Бригадный генерал (16 мая 1800 года, утверждён 26 октября 1800 года).

## Титулы
- Барон Левассёр и Империи (фр. baron Levasseur et de l'Empire; декрет от 19 марта 1808 года, патент подтверждён 28 мая 1809 года в Эберсдорфе)[3].

## Награды
Легионер ордена Почётного легиона (11 декабря 1803 года)
 Коммандан ордена Почётного легиона (14 июня 1804 года)